# Акациевское сельское поселение
Акациевское се́льское поселе́ние — упразднённое муниципальное образование в Яшкинском районе Кемеровской области Российской Федерации.
Административный центр — посёлок Акация.

## История
Статус и границы сельского поселения установлены Законом Кемеровской области от 17 декабря 2004 года № 104-ОЗ «О статусе и границах муниципальных образований»

## Население
| 2010  | 2011  | 2012  | 2013  | 2014  | 2015  | 2016  |
| ----- | ----- | ----- | ----- | ----- | ----- | ----- |
| 1680  | ↘1678 | ↘1658 | ↘1610 | ↘1568 | ↘1543 | ↘1481 |
| 2017  | 2018  | 2019  |       |       |       |       |
| ↘1453 | ↘1431 | ↘1413 |       |       |       |       |

## Состав сельского поселения
| № | Населённый пункт | Тип населённого пункта          | Население |
| - | ---------------- | ------------------------------- | --------- |
| 1 | Акация           | посёлок, административный центр | 906       |
| 2 | Власково         | деревня                         | 287       |
| 3 | Зырянка          | деревня                         | 389       |
| 4 | Крылово          | деревня                         | 2         |
| 5 | Нижняя Тайменка  | деревня                         | 96        |